# Verein MUT
Der Verein MUT, satzungsgemäße Kurzform Verein Mensch Umwelt Tier (M.U.T.), ist eine gemeinnützige, politisch unabhängige Non-Profit-Organisation, mit Sitz in Wien, die in Wien seit 2009 und in Salzburg seit 2024 vielfältige Projekte und Initiativen in den Bereichen Not- und Obdachlosenhilfe, Kinder- und Familienhilfe sowie Lebensmittelrettung umsetzt.

## Tätigkeiten und Ziele
MUT steht für die Einheit von Mensch, Umwelt und Tier. Alle Projektinhalte werden nach diesem Grundsatz konzipiert und umgesetzt.
Im Bereich der Not- und Obdachlosenhilfe betreibt der Verein einen Gratis-Sozial-Greissler im Vereinszentrum in der Rechten Wienzeile 37 in Wien.
Dort werden kostenlos Lebensmittel und Hygieneartikel an armutsgefährdete Menschen ausgegeben.
Bei den dort erhältlichen frischen Lebensmitteln handelt es sich zum Großteil um gerettete Lebensmittel, die sonst weggeworfen oder aufgrund des gesetzlich vorgeschriebenen Mindesthaltbarkeitsdatums entsorgt worden wären. Ausgegebenes Bio-Gemüse stammt zudem von einem rund 2.200 Quadratmeter großen Feld in Obersiebenbrunn (Marchfeld, Niederösterreich), wo der Verein im Rahmen des Projekts Stadt.Land.MUT ganzjährig Bio-Gemüse und Bio-Kräuter für armutsgefährdete Menschen anbaut.
In den Wintermonaten führt der Verein MUT zweimal wöchentlich YesWeCare!-Ausfahrten mit Hygieneartikeln, Kleidung, Schlafsäcken u. ä. zu Obdachlosen-Hotspots in Wien durch.
Zusätzlich zur materiellen Hilfe erhalten obdachlose Menschen bei den regelmäßig stattfindenden MUT-Wohlfühltagen mit neuen Frisuren, Massagen, Essen etc. auch Nahrung für die Seele.
Im Zuge seiner Obdachlosenhilfe entwickelte der Verein MUT 2018 Hygienetaschen mit den wichtigsten Hygieneartikeln, die seitdem an obdach- und wohnungslose Menschen ausgegeben werden. Im Jahr 2023 konnten im Zuge dieser Aktion mehr als 1.000 Stück verteilt werden.
Die Kinder- und Familienhilfe des Vereins umfasst die Krisenunterkunft Refugium mit sechs Wohneinheiten für Alleinerziehende mit ihren Kindern.
Die Start-up Wohnungen des Vereins ermöglichen armutsgefährdeten Familien den Wiedereinstieg in ein eigenständiges und autonomes Leben in einer eigenen Wohnung.
Im Tante Nele Laden in der Wiener Neulerchenfelderstraße 35 erhalten armutsgefährdete Familien kostenlos Baby- und Kinderpflegeprodukte sowie Lebensmittel.
Jedes Jahr zu Schulbeginn werden Kinder im Rahmen der MUT Schulstarthilfe mit individuell zusammengestellten Schulhilfspaketen unterstützt.
Seit 2012 organisiert der Verein jedes Jahr im Zuge der Aktion „Weihnachtsengel“ persönliche Weihnachtsgeschenke für Kinder, die in diversen Krisenunterkünften von Hilfsorganisationen in ganz Österreich leben.
Regelmäßig werden zielgerichtete Projekte wie die Energiekostenhilfe zur schnellen Hilfe für armutsgefährdete Menschen organisiert.
Bewusstseinsarbeit leistet der Verein mit Workshops in Schulen zum Thema Lebensmittelverschwendung. Für Unternehmen und Organisationen gibt es Workshops zu den Themen Armut/Obdachlosigkeit und Textilmüllvermeidung. Diverse Wastecooking-Veranstaltungen, also das Kochen mit den geretteten Lebensmitteln, wurden zusätzlich als Teil der Lebensmittelrettung und Bewusstseinsbildung etabliert.
In Salzburg bietet der Verein MUT seit Februar 2024 mit dem 230 Quadratmeter großen Haus LebensMUT im Salzburger Stadtteil Itzling bis zu neun von Obdachlosigkeit betroffenen Menschen ein Zuhause. 
Von 2021 bis 2024 betrieb der Verein den „Kost-Nix Laden“ in der Paris Lodron Straße als Anlaufstelle und sicheren Ort für armutsgefährdete und obdachlose Menschen, die dort kostenlos Kleidung und Hygieneartikel erhielten. Zudem wurde im "Kost-Nix Laden" im Sinne des Umweltschutzes und der Nachhaltigkeit Kleidung getauscht.
In St. Pölten werden seit Anfang 2023 vom Verein regelmäßig Kooperationen mit sozialen Einrichtungen durchgeführt.

## Organisation
Der gemeinnützige, nicht auf Gewinn orientierte Verein hat seinen Sitz in Wien. Die Tätigkeitsbereich erstrecken sich über Wien hinaus auf Salzburg und Niederösterreich.
Der Vorstand besteht aus Vereinsgründer Dietmar Walch (Obmann), Alexander Maier (Obmann-Stellvertreter), Florina Walch und Thomas Walch. Die Vorstandsmitglieder sind als Angestellte des Vereins in Leitungsfunktionen tätig. Dietmar Walch ist für die Gesamtkoordination der vielfältigen Tätigkeitsbereiche zuständig, Alexander Maier leitet die Projekte in der Not- und Obdachlosenhilfe sowie Lebensmittelrettung, Florina Walch die Tätigkeiten in der Kinder- und Familienhilfe, Thomas Walch die Finanzen.
Auf die Position eines Geschäftsführers wird bewusst verzichtet.
Der Verein beschäftigt rund 50 Mitarbeiter. Für die Umsetzung der einzelnen Projekte werden zusätzlich ehrenamtliche Mitarbeiter eingesetzt.

## Finanzierung
Der Verein finanziert sich zum Großteil (87 %) aus Mitglieds- und Beitrittsbeiträgen seiner mehr als 33.000 Mitglieder, 2 % aus jeweils Sach- und ungewidmeten Geldspenden, zu 1 % aus betrieblichen Einnahmen (z. B. vereinseigene Veranstaltungen). 7 % werden durch öffentliche Subventionen sichergestellt. Öffentliche Förderungen erhält der Verein für die Krisenunterkunft Refugium vom Fonds Soziales Wien (FSW) Wien. und für die Lebensmittelrettung und -verteilung von der Stadt Wien.